# Exorista belanovskii
Exorista belanovskii är en tvåvingeart som beskrevs av Richter 1970. Exorista belanovskii ingår i släktet Exorista och familjen parasitflugor. Inga underarter finns listade i Catalogue of Life.